# 道の駅びんご府中
道の駅びんご府中（みちのえき びんごふちゅう）は、広島県府中市にある、国道486号から見える市道府川11号線沿いの道の駅である。定休日は毎週水曜。2019年2月22日付けで「ひろしまサイクルおもてなしスポット」登録。2023年4月、一般社団法人公共建築協会開催の第18回公共建築賞・優秀賞を受賞した。

## 施設
- 駐車場
  - 普通車 33台（うち、思いやり駐車場3台（屋根付き2台、トイレ真横1台））
  - 二輪車専用（屋根なし、普通車2台分の幅のスペース）
  - 大型車 5台
  - EV充電スタンド JFE RAPIDAS CHAdeMO急速 50kW 1台[5]（24時間利用可能）NCSカード、または、認証課金システム「エコQ電」で認証。
- 臨時駐車場
  - 道の駅びんご府中の裏の空き地（仮称・ピックライク公園と土井木工の間の空き地）※市民プール建設予定地
  - 市民プール建設予定地が備後国府跡八反田地区発掘調査開始となったため、満車時の臨時駐車場は満点市場跡地（農産物販売施設の横）。
- トイレ 15器
- 情報提供・休憩コーナー
- 公衆電話（トイレの建物の自販機のあたり）テレホンカードは使えないいわゆるピンク電話。10円玉、100玉のみ使用可でお釣りは出ない。
- 地域振興施設
  - 農産物販売施設
  - レストラン（カフェレストラン 一歩）「びんごいーつ」の「びんごそふと」参加。
  - 地場産品販売施設（アンテナショップ）
    - 「道の駅びんご府中」スタンプ

  - 交流テラス（イベント使用のために閉鎖されている場合がある）
    - ファブスペース「DDD.labo」（3Dプリンター/ドローン）土・日・祝：10:00-17:00 ※ポムポムで工作イベントを行うことがある。
    - 授乳室・・・「DDD.labo」が活動中は男性スタッフが常駐しておりドア一枚隔てただけの授乳室は利用しにくい感があるが、隣接する府中天満屋2階i-coreFUCHU内「府中市子育てステーションちゅちゅ」に授乳室やお子さま用トイレ、オムツ替え台を完備している[6]。また、府中天満屋1階イートインコーナーの左奥「ベビールーム」にも授乳室とオムツ替え台を完備している。
    - 当初は、木のおもちゃ「KiTAS」で遊べるキッズスペースがあったが現在は「DDD.labo」の物置スペースになっている。
- 顔出しパネル（国史跡 備後国府のまち）
- 自転車置き場（市道沿い、交流テラスの横）
- サイクルスタンド（サドル掛け）[7]（市道沿い、農産物販売施設の横）

## 休館日
- 毎週水曜日（水曜日が祝日の場合は営業[8]）（3月20日は営業[9]）
- 12月30日 - 1月3日

## アクセス

### 道路
国道486号 横井交差点すぐ（市道府川11号線）。
国道486号
岡山県総社市 - 倉敷市真備町 - 井原市 - 広島県福山市神辺町（国道182号 福山東IC方面） - 府中市高木町 国府小学校入口交差点 - 道の駅びんご府中（横井交差点） - 尾道北IC（尾道自動車道） - 尾道市御調町 -  三原久井IC（山陽自動車道） - 三原市大和町 - 東広島市豊栄町方面
広島県道48号府中松永線
国府小学校入口交差点で国道486号に接続
府中市高木町 国府小学校入口交差点 - 福山市芦田町 - 尾道市原田町 - 国道2号 松永道路（山陽自動車道 福山西IC方面）

### バス
道の駅びんご府中バス停があり、高速バスや府中市循環バスなどが発着している。
- 高速バス リードライナー（中国バス・広島交通）
  - 道の駅びんご府中 - クロスロードみつぎ - 三原久井 - 高坂BS - 中筋駅 - 不動院 - 新白島駅 - 広島バスセンター

- 府中ぐるっとバス（府中市循環バス）右回り（以下の路線は中国バス[11]運行）
  - 府中市役所 - 道の駅びんご府中 - 西町 - 府中学園前 - 府中駅前 - 鵜飼 - 府中市民病院 - 広谷 - 高木 - 臼井 - 府中市役所
- 道の駅びんご府中・上下線
  - 道の駅びんご府中 - 目崎車庫 - 木ノ山 - 上下駅前
- 道の駅びんご府中・本山・金丸線
  - 道の駅びんご府中 - 本山 - 本山団地上 - 金丸車庫
- 本山団地線
  - 道の駅びんご府中 - 桜が丘2丁目 - 本山団地上
- 土生栗柄線
  - 道の駅びんご府中 - 府中東高 - 扇橋 - 府中市民病院
- 南宮台団地線
  - 大門 - 府中東高 - 道の駅びんご府中 - 鵜飼 - 府中駅前 - 府中東高 - 大門

府中市こどもの国「ポムポム」とのシャトルバスが土日祝日のみ運行されている。運行時間は10:00-12:00と13:00-17:00。

## その他
- 2023年4月現在展示中（交流テラスの前） - 戸手高校美術部「cloudless」

## 備考
- トイレの壁に府中焼きマップが貼ってある。
- 冬にイルミネーションを実行委員会が行っている[13]。
- 2022年、5月から11月まで第3日曜日に「HAPPY SUNDAY MARKET」（府中商工会議所青年部）が開催された。2023年は6月、8月、10月の第3日曜日に開催される[14]。
- 道の駅びんご府中の裏の空き地で府中市役所が、人工芝を敷いたピックライク公園（仮）を社会実験中だったが、備後国府跡発掘調査のための駐車場使用により、2023年9月末、ピックライク公園（仮）は閉鎖された。発掘調査終了後も市民プール建設のため閉鎖されている。
- ヤギがいることがある。